# Acanthurus bahianus
Acanthurus bahianus е вид лъчеперка от семейство Acanthuridae. Видът е незастрашен от изчезване.

## Разпространение и местообитание
Разпространен е в Асенсион и Тристан да Куня, Бразилия (Санта Катарина, Триндади и Мартин Вас и Фернандо ди Нороня) и Остров Света Елена.
Среща се на дълбочина от 2 до 40 m, при температура на водата от 23,5 до 28,5 °C и соленост 34,2 – 37,2 ‰.

## Описание
На дължина достигат до 38,1 cm.
Популацията им е стабилна.